# Clima da Guiana
O clima da Guiana é quente e úmido, com temperaturas bastante uniformes no decorrer do ano. A estação seca prolonga-se de setembro a novembro na costa e de setembro a fevereiro no interior.